# Teoria społecznego uczenia się
Teoria społecznego uczenia się Alberta Bandury jest rozwinięciem teorii uczenia się. Według Bandury uczenie się zachowań zachodzi jednak nie tylko poprzez warunkowanie reaktywne i warunkowanie sprawcze, ale także poprzez obserwowanie zachowań innych ludzi, dotyczy mechanizmów, za pośrednictwem których dochodzi do pojawienia się nowych sposobów zachowania, ich podtrzymywania, zmiany i zaniku. Teoria zakłada, że nowe zachowania nabywane są na mocy dwóch głównych mechanizmów:                                                                                                                                        
- uczenia się przez konsekwencje: jest podobne do warunkowania sprawczego, polega na świadomym konstruowaniu hipotez dotyczących tego, jakie własne działania, w jakich warunkach prowadzą do uzyskania pożądanych przez jednostkę rezultatów. Automatyczne warunkowanie instrumentalne występuje także u zwierząt, jednak uświadomiona wiedza o skutkach własnych działań u ludzi jest zwykle niezbędnym warunkiem pojawienia się zmiany zachowania.
- modelowania: obserwacja  cudzych działań i ich skutków. Warunkiem nabywania nowego zachowania w ten sposób jest skupienie uwagi na zachowaniu modela, zapamiętanie tego zachowania i wypróbowanie go we własnym działaniu. Realizowane są jedynie te zachowania, co do których człowiek oczekuje, że umożliwią osiągnięcie jakichś pożądanych stanów rzeczy.

Oba mechanizmy nie mają charakteru mechanicznego, wymagają skupienia i uświadomienia. Zatem proces uczenia się jest regulowany poznawczo, uczymy się na skutek sposobu, w jaki interpretujemy zdarzenia.                                                                                                                                                         
Równie ważną rolę, co oczekiwanie konsekwencji danego zachowania, odgrywa własna oczekiwana skuteczność – przekonanie, że jest się w stanie zrealizować dane zachowanie. Oczekiwanie własnej nieskuteczności hamuje zachowanie, natomiast zwiększenie przewidywań swojej skuteczności prowadzi do podejmowania i nasilania zachowań.
Podstawy teorii naśladowania zauważalne są już na szczeblu zwierzęcym. Objawialne są w sposobach uczenia się reakcji w danych sytuacjach i przejmowania doświadczenia od innych osobników. Jest również silnie zauważalne i w szerszym zakresie, u człowieka w okresie dziecięcym.
Zwolennicy teorii społecznego uczenia się sądzą, inaczej niż przed nimi behawioryści, że uczenie się następuje, gdy obserwator świadomie przygląda się jakiemuś zachowaniu (np. zapalaniu zapałki) i następnie umieszcza efekt obserwacji w pamięci długotrwałej. Obserwator dotąd nie wykonał zaobserwowanego zachowania, nie zaszły więc żadne behawioralne konsekwencje (wzmocnienia), które zdaniem behawiorystów są niezbędne, by doszło do uczenia się. Jednak bez względu na to, jak długo wspomnienie jest przechowywane w pamięci, obserwator wie, jak zapalić zapałkę, niezależnie, czy zrobi to, czy nie. To samo da się powiedzieć o wielu prostych czynnościach, jak hamowanie samochodu, jedzenie łyżką i otwieranie butelki.
Według Bandury uczenie się przez obserwowanie to proces czteroetapowy:
- student musi skierować uwagę na kluczowe elementy tego, czego ma się nauczyć,
- student musi zapamiętać dane zachowanie,
- student musi umieć powtórzyć dane zachowanie lub wykonać je,
- student musi mieć motywację i chcieć powtórzyć dane zachowanie.

Ćwiczenia i próby w wyobraźni wykorzystywane w nauczaniu bezpośrednim pomagają uczniom utrwalić i wykonać daną czynność (zachowanie).
Koncepcja procesu uczenia się akcentuje znaczenie koncentracji uwagi w metodach podających stosowanych w prezentacjach multimedialnych oraz jej wpływ na zapamiętywanie. Możliwość uczenia się czynności poprzez ich obserwację jest szczególnie istotna w przypadku uczenia się z wykorzystaniem multimediów.
Odroczona w czasie reakcja (rozwiązanie zadań testowych), uzależniona od jakości i ilości zapamiętanych i odpowiednio przetworzonych informacji, stanowi wskaźnik uczenia się stymulowanego poprzez elementy koncentrujące uwagę zamieszczone w prezentacji multimedialnej.
Koncepcja Alberta Bandury pozwala spojrzeć na proces uczenia się nie tylko w wąskim kontekście akcja-reakcja. Efekty uczenia się stanowią wewnętrzny potencjał jednostki, który może być wykorzystany w przyszłości. Poglądy te są w znacznym stopniu zbieżne z koncepcjami konstruktywistów.
Modelowanie w nurcie teorii uczenia się społecznego, można także rozpatrywać w charakterze metodycznego formułowania właściwych postaw i zachowań osób wykluczonych społecznie, niedostosowanych społecznie.